# Гай Квинтий Аттик
Гай Квинтий Аттик (лат. Gaius Quintius Atticus) — римский политический деятель второй половины I века.
О жизни Аттика до гражданской войны 69 года ничего неизвестно. 1 ноября 69 года он был назначен на должность консула-суффекта вместе с Гнеем Цецилием Симплексом. Когда вителлианские войска начали отступать под натиском армии Веспасиана, Аттик покинул Вителлия и присоединился к флавианской партии. Вместе с префектом Рима Титом Флавием Сабином он заперся на Капитолии. Когда вителлианцы штурмовали Капитолий, они сожгли часть местных зданий. Флавий Сабин был схвачен и убит. Аттик же попал в плен. Он принял на себя ответственность за поджог Капитолия, отведя тем самым подозрения от вителлианцев. Поэтому Вителлий был вынужден его пощадить несмотря на требования народа предать его смерти. После свержения и смерти Вителлия 20 декабря был отрешён от должности и убит Цецилий Симплекс. В результате Квинтий был освобождён из тюрьмы и до конца года был единственным консулом.